# Jonathan Zebina
Jonathan Zebina (París, França, 9 de juliol de 1978) és un exfutbolista professional francès que jugava com a defensa.

## Trajectòria
La carrera professional de Zebina comença el 8 de març de 1997, quan debuta amb el Cannes davant el Metz (tots dos equips francesos) en el campionat nacional (Ligue 1). A l'any següent la millora de Zebina és evident i la seva presència en l'onze del Cannes es fa més regular. La següent temporada és fitxat pel Cagliari italià i juga allà durant 2 temporades, amb un total de 48 partits.
D'allà fitxa per la Roma de Fabio Capello que guanya l'scudetto 2000-2001 i la Supercopa italiana del 2001. Des de 2001 al 2004 Zebina disputa 66 partits a la Serie A, 10 a la Copa de la UEFA i 18 a la Champions League.
La temporada 2004-2005 fitxa per la Juventus FC on aconsegueix guanyar 2 scudetti consecutius (encara que la justícia esportiva revocarà aquests títols per l'escàndol de les manipulacions en el futbol italià).

## Internacional
Ha estat internacional amb la selecció de futbol de França. Va debutar en la selecció el 9 de febrer de 2005 a l'empat 1-1 contra la selecció de futbol de Suècia.